# MAM - Museo d'arte sul mare
Il MAM - Museo d'Arte sul Mare è un museo all'aperto di San Benedetto del Tronto ospitato nell'area portuale del comune, a partire dall'anno 1996 e con contributi successivi nel tempo.Si tratta di un museo unico nel suo genere in Italia.

## Storia del museo
Il Museo d'Arte sul Mare (MAM) è un museo permanente all'aperto che si sviluppa per circa 2 km, di cui 1.150 metri lungo la passeggiata del Molo sud della città, nell'ambito dell'area portuale e del lungomare.Le origini del MAM risalgono al 1986, quando per volere del circolo dei sambenedettesi venne installato, nel primo tratto del molo sud, il Monumento al Gabbiano Jonathan Livingston, opera di Mario Lupo. Nel 1996 sempre in quel tratto di molo venne organizzata la prima edizione di Scultura Viva,si svolge ininterrottamente ogni anno. Dalla prima edizione di Scultura Viva anno dopo anno si è arrivati al 2012, quando l'associazione artistico culturale "L'AltrArte" e l'Amministrazione comunale di San Benedetto del Tronto hanno deciso di chiamare l'intero molo sud "Museo d'arte sul mare" o "MAM".

## Descrizione
Esso contiene 237 opere delle quali 207 sono sculture realizzate sulle facce dei blocchi frangiflutti di travertino allineati lungo la passeggiata nel primo tratto del molo e 30 sono murali. Le opere sono state create a partire dal 1996, da 200 artisti provenienti da 40 nazioni di 5 continenti, che hanno partecipato al simposio internazionale Scultura Viva e al simposio Festival dell'Arte sul Mare che si tiene ogni anno a giugno.
Nel primo tratto di circa 500 metri, che va dall'ingresso del molo sud al monumento al Gabbiano Jonathan, è dedicato alla scultura, ospita sculture in rilievo, sia in bassorilievo ed altorilievo e a tutto tondo. Il secondo tratto di 150 metri, che va dal monumento al Gabbiano Jonathan al monumento a Monsignor Sciocchetti denominata La Vela, ospita il gruppo scultoreo a tutto tondo, composto da statue che rappresentano il Presepe, che si sviluppa intorno alla Nascita di Gesù sommersa nelle acque prospicienti il Molo Sud. Il terzo tratto di circa 400 metri è dedicato all'arte di strada, con diversi murali realizzati sulle facce dei frangiflutti di cemento.

## Posizione

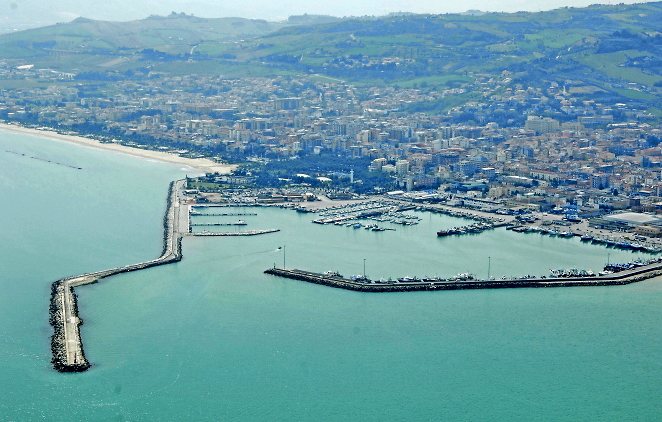
Vista dell'area portuale, a sinistra il molo sud

Il molo sud del Porto di San Benedetto del Tronto, conosciuto anche come "La strada di Jonathan" per via del Monumento al Gabbiano Jonathan Livingston, è da sempre luogo di passeggio e panoramico della città, nelle giornate limpide la vista può estendersi, dall'estremità del molo, per svariati chilometri sulla costa marchigiana e abruzzese, con la possibilità di vedere la Maiella a sud e a sud ovest la vetta del Corno Grande.
I lavori del molo sud iniziarono nel 1919, interrompendo la linearità di costa tipica di questa parte del litorale adriatico. La base del molo è dislocata a nord della foce dell'Albula, nei pressi della Palazzina Azzurra sul Lungomare, quella che oggi è l'intersezione fra Viale Bruno Buozzi a nord, Viale Triste a sud e Viale delle Tamerici ad est, e comprende l'area dove sono dislocati vari monumenti, impianti sportivi e giardini, fra i quali il Monumento Nespolo.
Un primo prolungamento, per una lunghezza di 642 metri, si ebbe negli anni 30, oggi è il tratto che va dal Monumento al Pescatore al Monumento al Gabbiano Jonathan Livingston. Terminata la Seconda guerra mondiale, alla fine degli anni 40 iniziarono i lavori di realizzazione del terzo braccio del molo sud (dal "Monumento al gabbiano Jonathan Livingstone" alla "Vela" di Tavanxhiu). I lavori si protrarranno fino a metà anni 50 con la realizzazione del quarto e ultimo tronco che farà assumere alla struttura la forma definitiva, con un ultimo ulteriore allungamento tra la fine degli anni 80 e l'inizio degli anni 90 per permettere una migliore protezione della bocca d'ingresso al porto. 
Attualmente il Molo Sud si estende per oltre un chilometro, in ambo i lati est e ovest, in mezzo al mare a oltre 800 metri al litorale, è presente una banchina dedicata alla nautica da diporto.

## Monumenti e luoghi

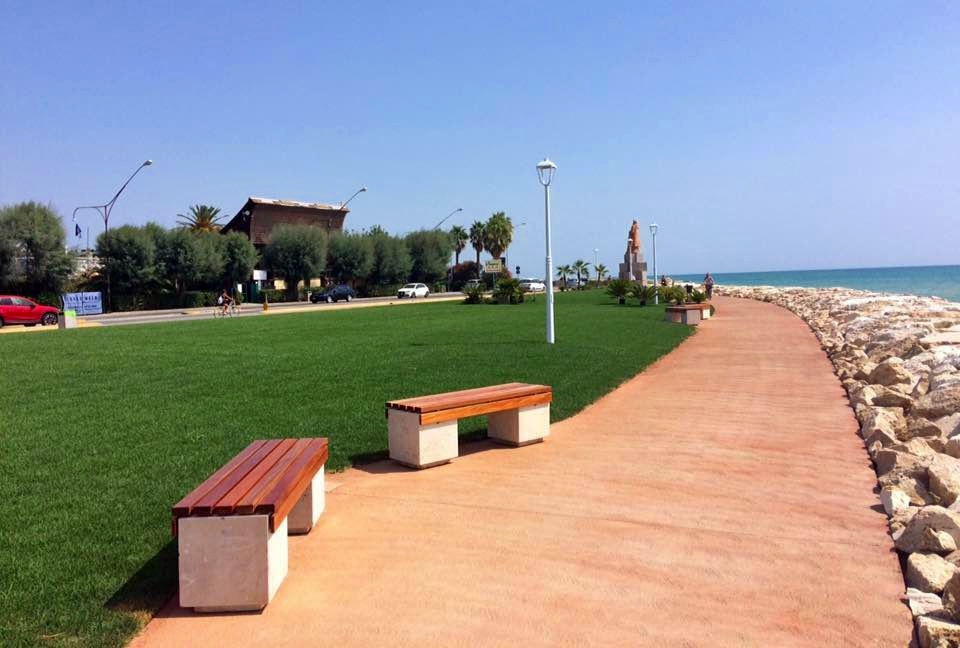
Parco “Nuttate de lune”

Situate nel punto in cui il lungomare incrocia il braccio sud del bacino portuale, dalla Palazzina Azzurra, in direzione est e nord est si trovano varie sculture e monumenti:
- Vale & Tino — inaugurata il giorno di San Valentino, la straordinaria scultura in neon colorato di Marco Lodola è posizionata all'interno del cortile della Palazzina Azzurra.[15]
- Monumento Nespolo — situato all'inizio del lungomare nord, Lavorare, lavorare, preferisco il rumore del mare, è il monumento di parole dell'artistica Ugo Nespolo, una parafrasi di una famosa poesia di Dino Campana.[16]
- Parco “Nuttate de lune” — è un parco situato all'inizio del lungomare nord, alla foce del torrente Albula. “Nuttate de lune” è il titolo di una canzone dialettale sambenedettese, dedicata ai pescatori e alla marineria locale, fu scritta negli anni trenta.[17]
- Geneviève — è un monumento alla marineria sambenedettese rappresentato dalla prua dell'ex motopeschereccio atlantico "Geneviève".[18][19][20]
- Monumento al pescatore — Dedicato alla gente di mare ed alla storia dei pescatori. È opera di Cleto Capponi, artista grottammarese. È un'opera dedicata all’ardimento, alla tenacia ed al sacrificio dei pescatori di ogni epoca, riproduce la tenuta dei pescatori durante le tempeste.

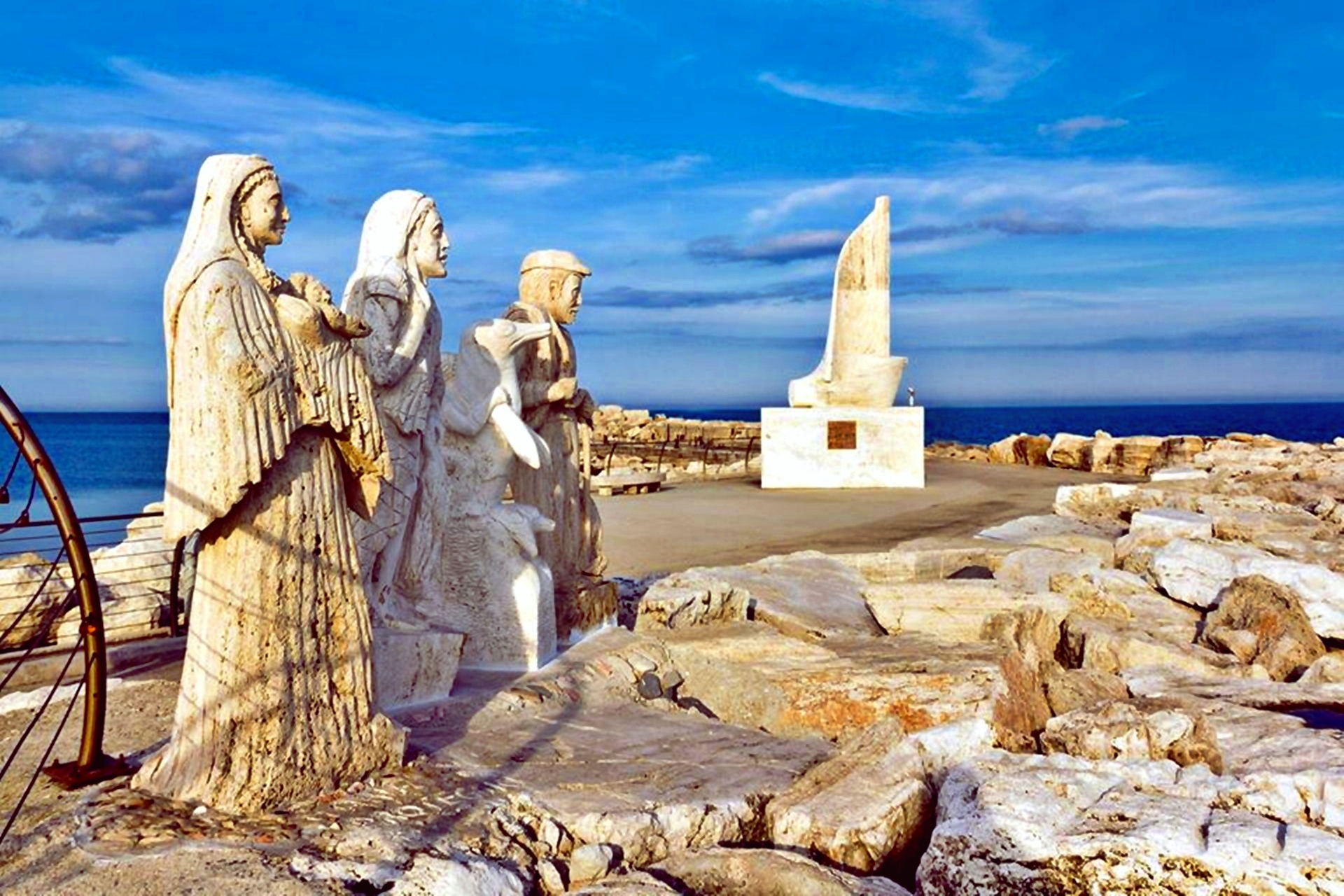
Vista parziale del "Presepe scultoreo", Giuseppe Straccia (Italia), 2010 - 2018

- Monumento al Gabbiano Jonathan Livingston — Realizzato dall'artista Mario Lupo nel 1986, il monumento a il gabbiano Jonathan Livingston, protagonista del libro di Richard Bach, sorge lungo la passeggiata del Molo sud, quella che è stata ribattezzata The Jonathan's way. L'opera, proiettata per circa 10 metri, racchiude in un cerchio azzurro la vita dei gabbiani e delle acque. È il simbolo della operosità generosa e della tenacia tipiche della gente di mare, gente abituata ad affrontare e superare silenziosamente ostacoli e difficoltà.[21]
- Madonna del mare, Presepe subacqueo e Presepe scultoreo — Gruppo scultoreo realizzato dallo scultore Giuseppe Straccia, costituito da una  Madonna del mare posta sugli scogli e rivolta verso un bassorilievo. Le statue del Presepe scultoreo,composto da una ventina di personaggi sommersi e non, sono rivolte esattamente verso il mare e verso la natività, immersa ma visibile nell'acqua del mare. Ideato da Arturo Ercole e realizzata dallo realizzato tra il 2010 e il 2018 dallo scultore spinetolese Giuseppe Straccia.[22][23][24]
- La Vela — Monumento in travertino installato al Molo Sud, opera dello scultore e artista Genti Tavanxhiu, denominata "La Vela", rappresenta una barca a vela munita di turbina, in ricordo del Monsignore Francesco Sciocchetti (1863-1946) ideatore del primo peschereccio a motore in Italia, il "San Marco" varato il 26 Maggio 1912.[25]
- Il mare, il ritorno — sorge sulla banchina portuale Malfizia, dinanzi al mercato ittico al minuto, il complesso di sculture intitolato Il mare, il ritorno, opera dello scultore sambenedettese Paolo Annibali.[26][27]

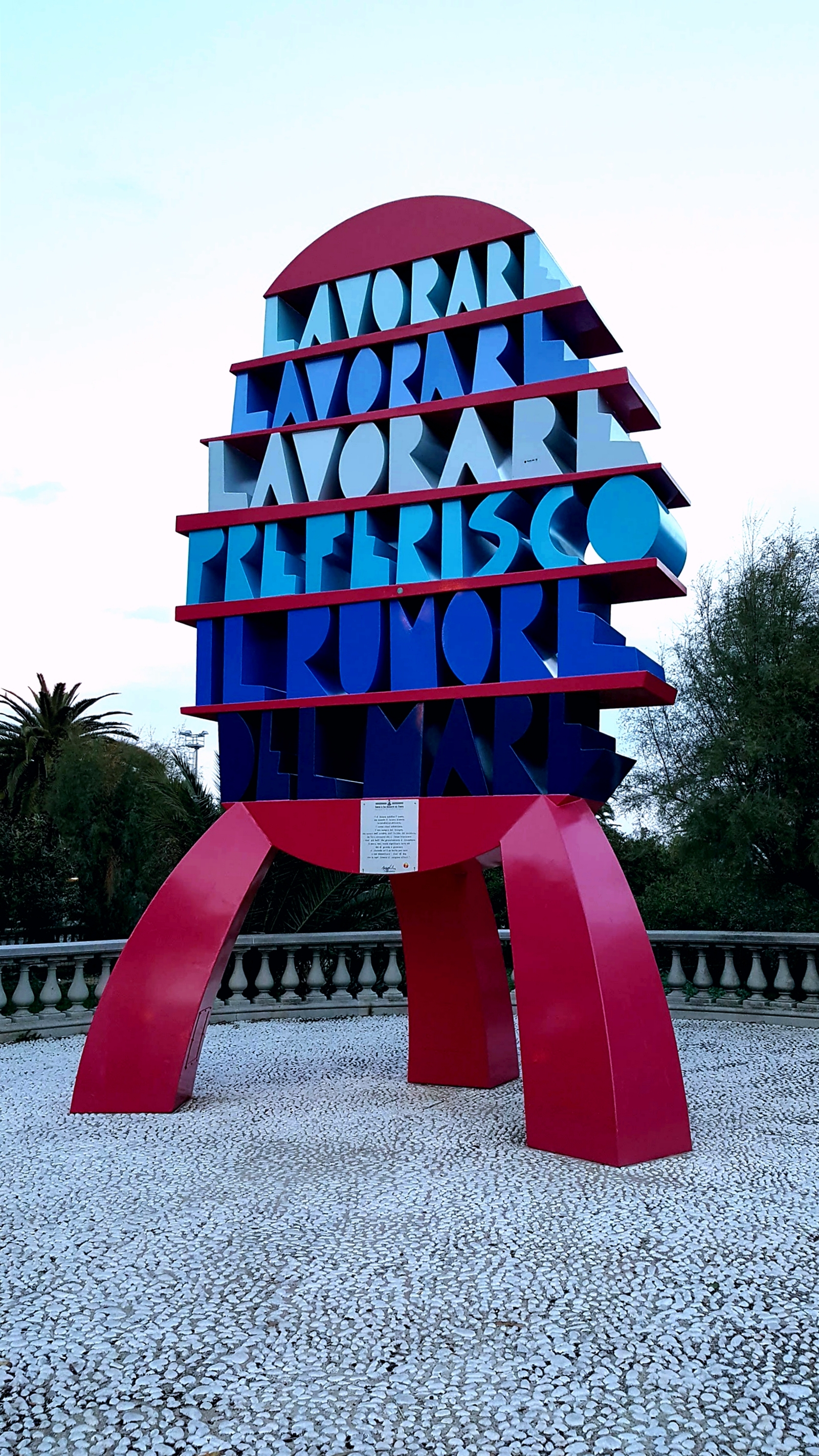
Monumento Nespolo, Ugo Nespolo (Italia), 1997
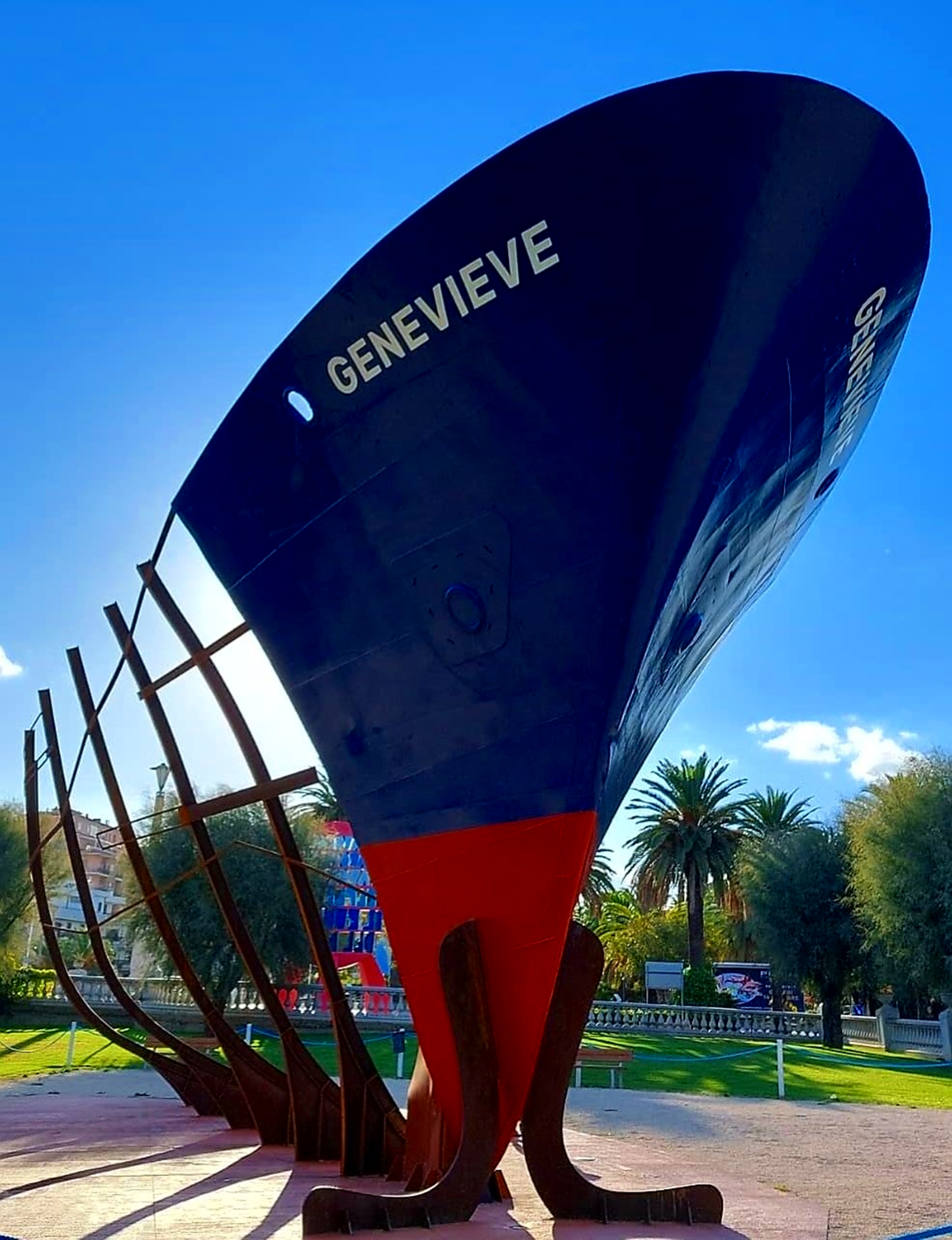
Monumento di Genevieve, Società Meccanica Navale (Italia), 2020
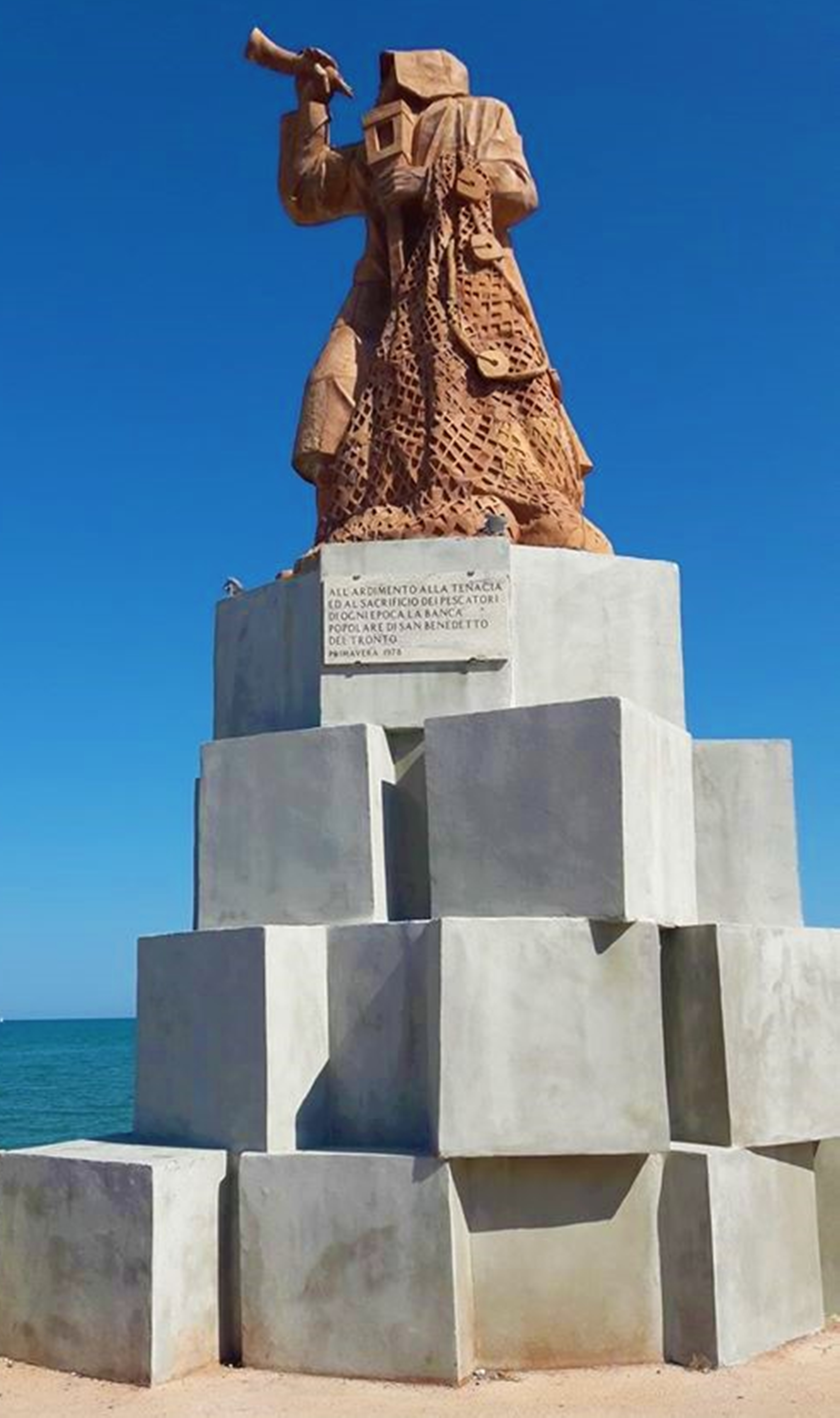
Monumento al pescatore, Cleto Capponi (Italia), 1978
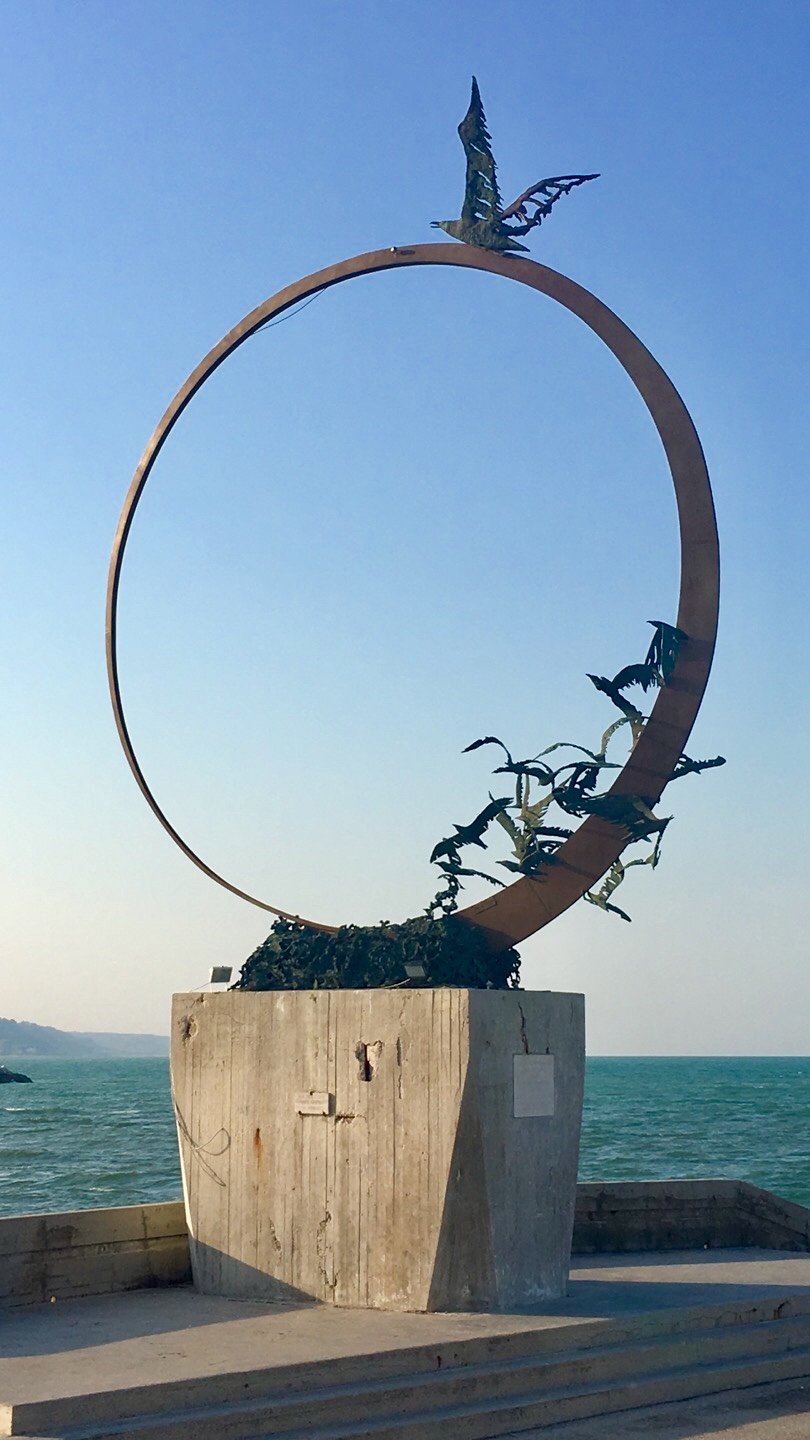
Monumento al gabbiano Jonathan, Mario Lupo (Italia), 1986
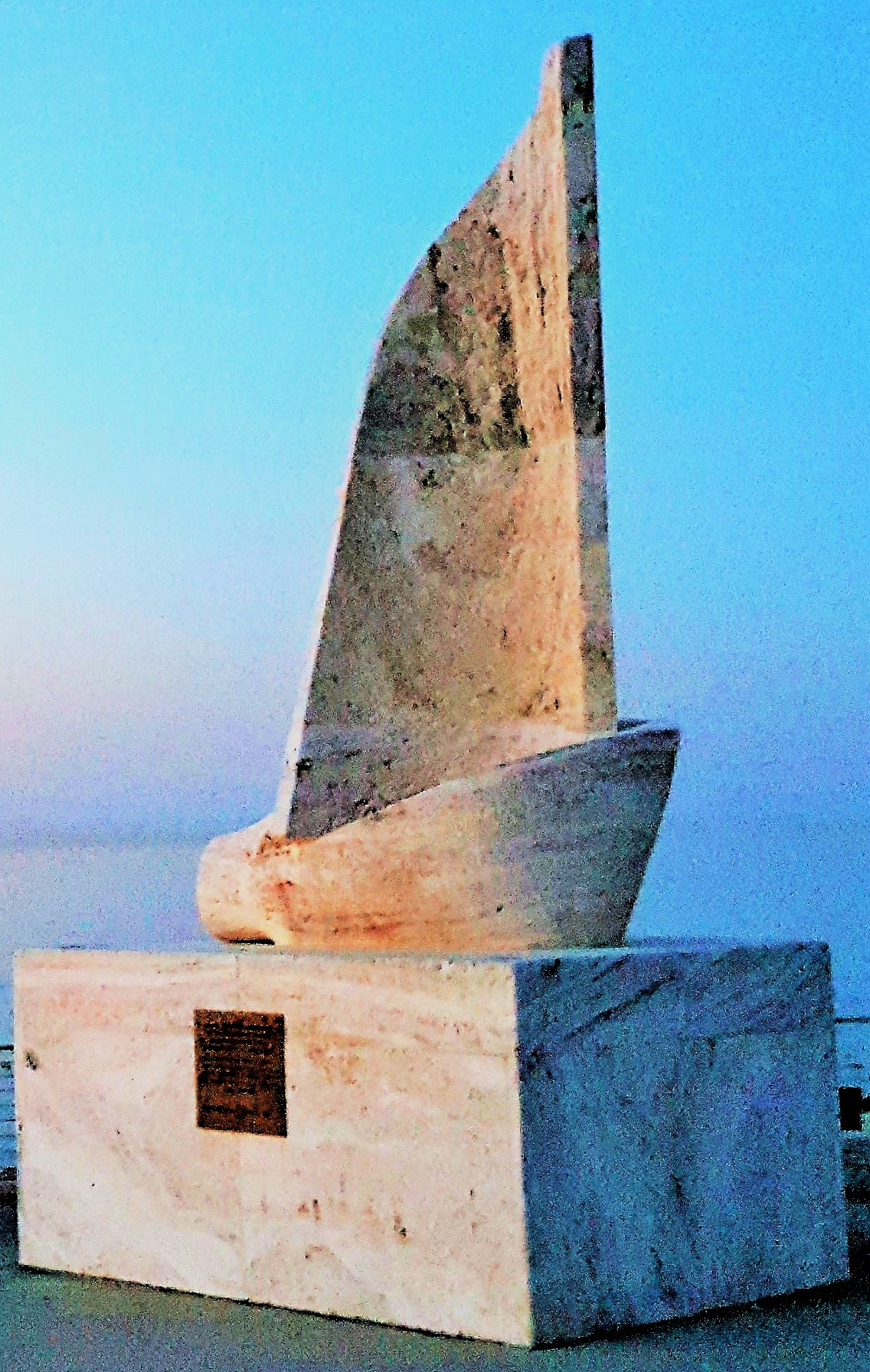
La Vela, Genti Tavanxhiu (Albania), 2006

## Manifestazioni
- Scultura Viva — Organizzato a giugno di ogni anno nell'ambito del MAM (Museo d'Arte sul Mare[11]), il simposio internazionale d'arte "Scultura viva" è una delle più importanti manifestazioni cittadine. Ad esso partecipano scultori e pittori muralisti provenienti da ogni parte del mondo, che, durante una settimana e alla presenza del pubblico, realizzano le loro opere sulle facce dei massi frangiflutto, allineati a margine della lunga passeggiata artistica.[28][29]

## Partecipanti
Artisti
Elenco dei 194 artisti che hanno partecipato finora:
- Giancarlo Costanzo
- Leonardo Cumbo
- Davide D'Angelo
- Franco Daga
- Daleast
- Francesco De Angelis
- Simona De Lorenzo
- Antonio De Marini
- Pietro De Scisciolo
- Domenico Di Guglielmo
- Marino Di Prospero
- Luciano Dionisi
- Pier Augusto Donati
- Dulk
- Mimo Eidam
- Ethos
- Fabriciano
- Faith47
- Camilla Falsini
- Alessia Forconi
- Anna Francesachi
- Marta Fresneda Gutierrez
- Franca Frottelli
- Selene Frosini
- Alan Galandski
- Duccio Gammelli
- James Gannon
- Cleonice Gioia
- Piero Gensini
- Donato Gentili
- Dionisis Geralymatos
- Valentino Giampaoli
- Daniela Giglio
- Giuliano Giuliani
- Giuliano Giussani
- Stefano Grattarola
- Dominika Griesgraber
- Cristian Hadinger
- Toshihiro Hasegawa
- Barbro Hedstroem
- David Hensel
- Nami Hishida
- Roland Hoft
- Im Ho-Young
- Kim Hwai-Kyumg
- Oriana Impei
- Norbert Jaeger
- Halinka Jakubowska
- Elisabeth Juan
- Kristina Kanaan
- William Kaine
- Choi Keum-Hwa

- Evrin Kilic
- Marisa Korzeniecki
- Daniel Kosma
- Petra Lange
- Michael Levchenko
- Pasquale Liberatore
- Yann Liebard
- Vincenzo Lopardo
- Ambra Lorito
- Pietro Maiozzi
- Enrico Manera
- Roberto Ma
- Marisa Marconi
- Fabrizio Mariani
- Luca Marovino
- Francesco Mazzotta
- Claudio Michetti
- Maria Micozzi
- Toshihiko Minamoto
- Gualtiero Mocenni
- Simone Mocenni
- Armando Moriconi
- Danijela Mrsuljia
- Katharina Morth
- Antonis Myrodias
- Mr.Chapu
- Mr.Thoms
- Mr.Waby
- Michiko Nakamichi
- Luc Navet
- Yoshin Ogata
- Mitsunori Ohama
- Dana O'Donell
- Elia Orrù
- Orticanoodles
- Ferhat Ozgur Gorel
- Stefania Palumbo
- Francesco Panceri
- Emmanuele Panzarini
- Alice Pasquini
- Susanne Paucker
- Masa Paunovic
- Claudio Perri
- Maurizio Perron
- Gabriele Perugini
- Agnessa Ivanova Petrova
- Fabrice Pierot
- Sandro Piemarini
- Pirò
- Gio Pistone
- Silvano Pizza

- Jorg Plickat
- Bruno Pon
- Cinzia Porcheddu
- Sandra Porfidia
- Luis Ramos Rubio
- Nicolae Razvan Mincu
- Nadia Rognoni
- Jorge Romeo
- Jonas Romero Romero
- Beata Rostas
- Emanuele Rubini
- Ana Ruiz Agui
- Silvia Salgado
- Park Eun Sang
- Francesco Santori
- Elena Saracino
- Paolo Sighinolfi
- Marcello Sgattoni
- Yum Si-Kwan
- Bruno Sodini
- Roberto Spaccapaniccia
- Stefania Spanu
- Jun-Ichiro Sugimoto
- Giuseppe Straccia
- Arijel Strukelj
- Emidio Sturba
- Luca Flebo Tayebian
- Nima Tayebian
- Kamen Tanev
- Andrea Tarli
- Mario Tapa
- Beatrice Taponecco
- Genti Tavanxhiu
- Antonella Tiozzo
- Yuri Tkachenco
- Maurizio Toccacel
- Davide Tolasi
- Vladimir Topi
- Carmen Tornabuoni
- Paolo Tosti
- Gruppo Tre
- Carole Turner
- Katharina Wackermann
- Baik Wun Jai
- Jan Van De Pol
- Karin Van Ommeren
- Valeria Vitulli
- Renate Verbrugge
- Grazia Volanti
- Claudia Zanaga
- Zed1

Nazioni
I paesi che hanno partecipato finora:
Albania, Argentina, Australia, Austria, Belgio, Brasile, Bulgaria, Canada, Cina, Colombia, Corea del Sud, Croazia, Ecuador, Francia, Germania, Giappone, Grecia, Inghilterra, Irlanda, Israele, Italia, Nuova Zelanda, Montenegro, Paesi Bassi, Polonia, Portogallo, Repubblica Ceca, Russia, Serbia, Slovenia, Spagna, Stati Uniti d'America (California e Oregon), Sudafrica, Svezia, Svezia, Turchia, Ucraina e Ungheria.

## Galleria d'immagini dei murali

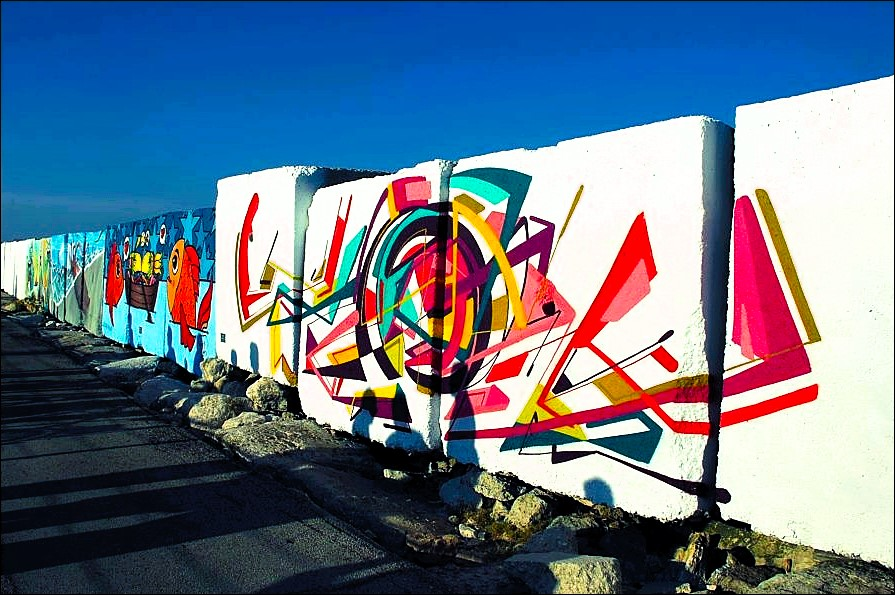
"Special forces", KENOR (Spagna) e "Riflessi d'amore" BOL23 (Italia), 2012
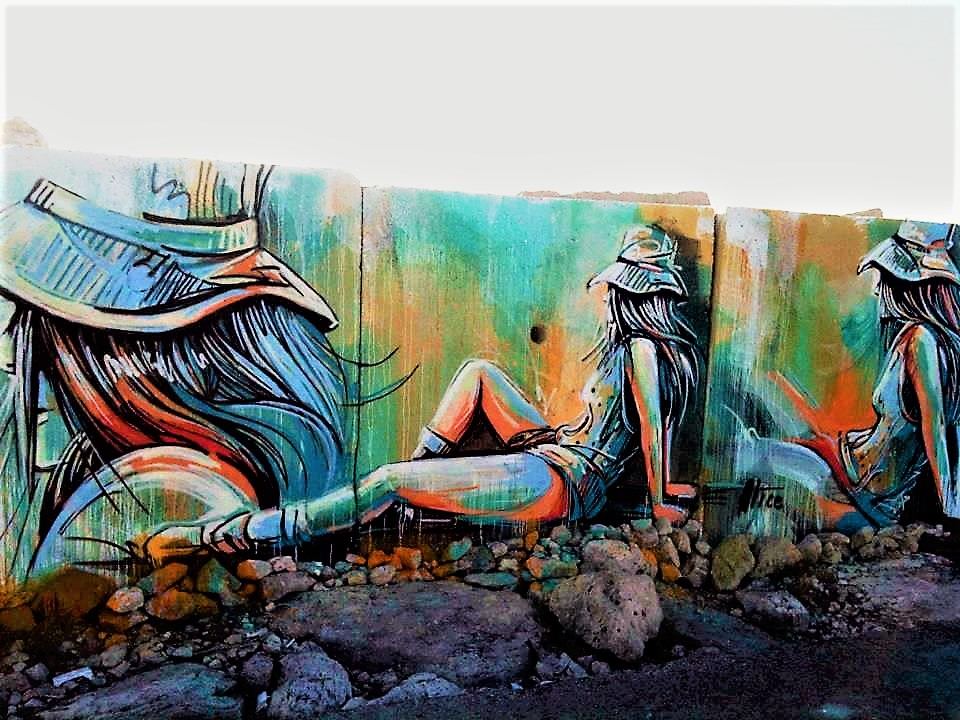
"E' stato un lungo inverno", ALICE' (Italia), 2012
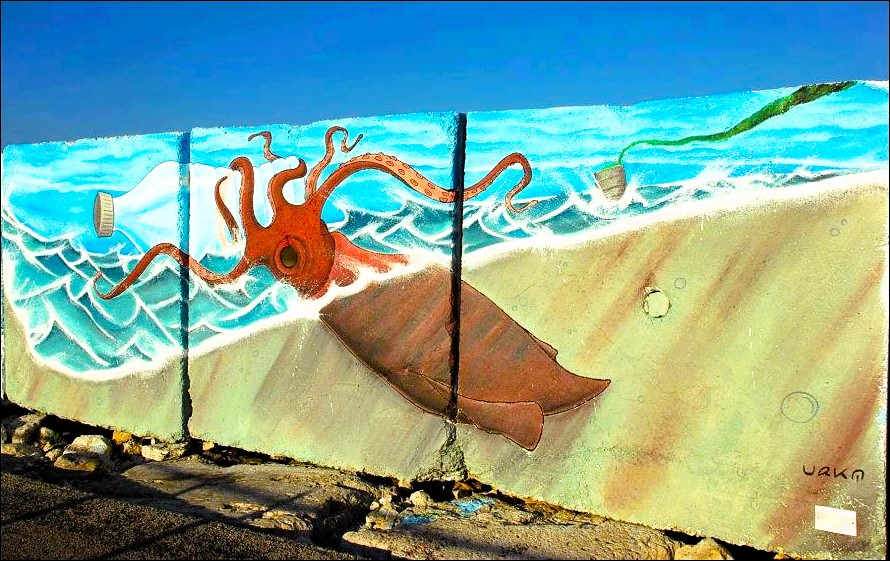
"Kraken", URKA (Italia), 2012
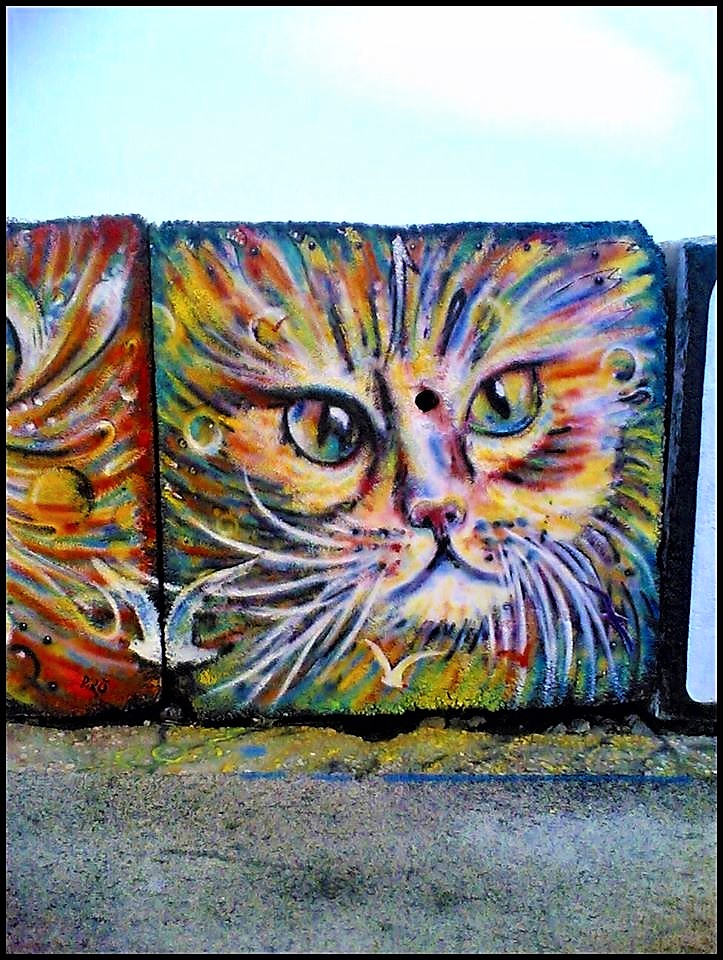
"Andante....molto mosso....vivace", PIRO' (Italia), 2013
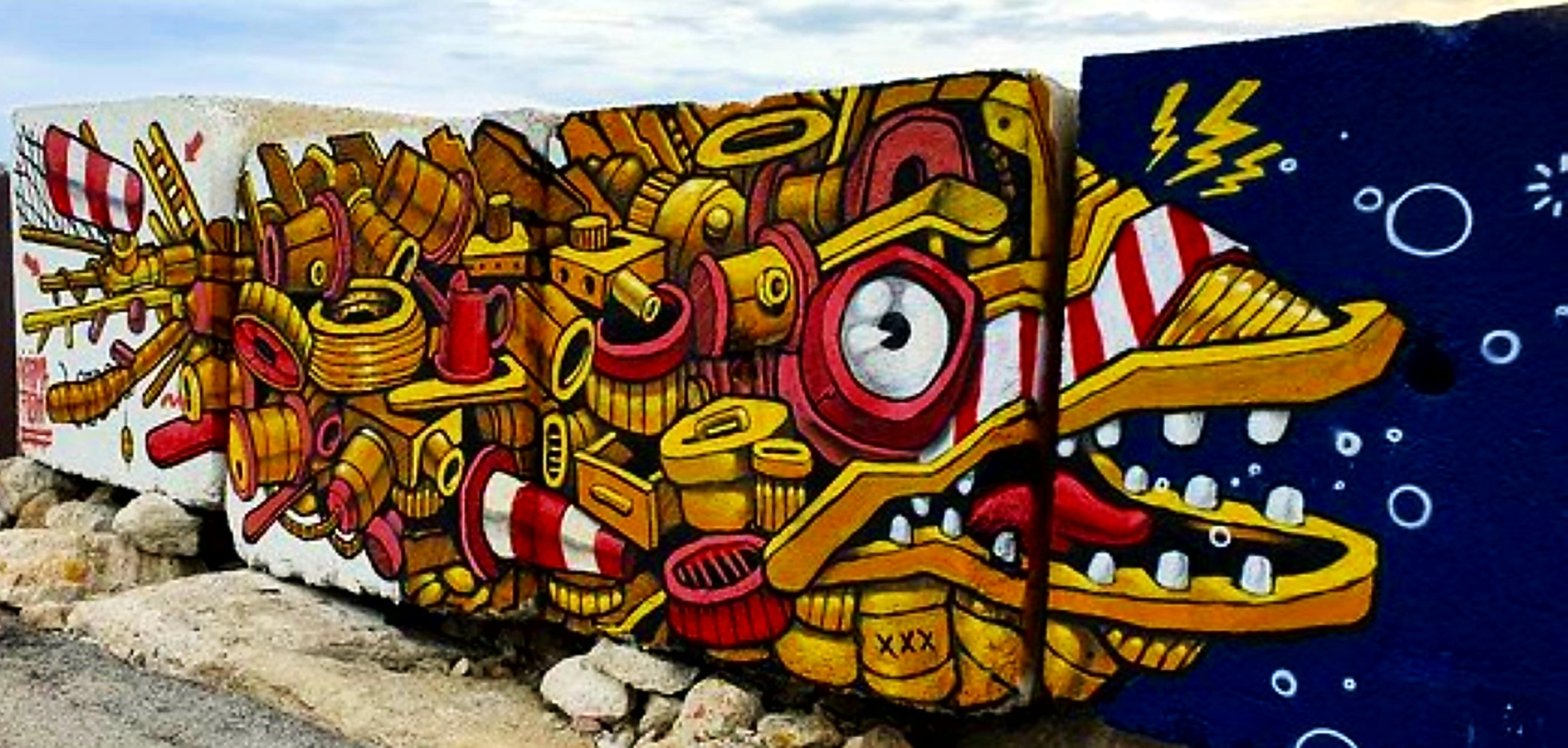
"Karma Fish", Mr.Thoms (Italia), 2018
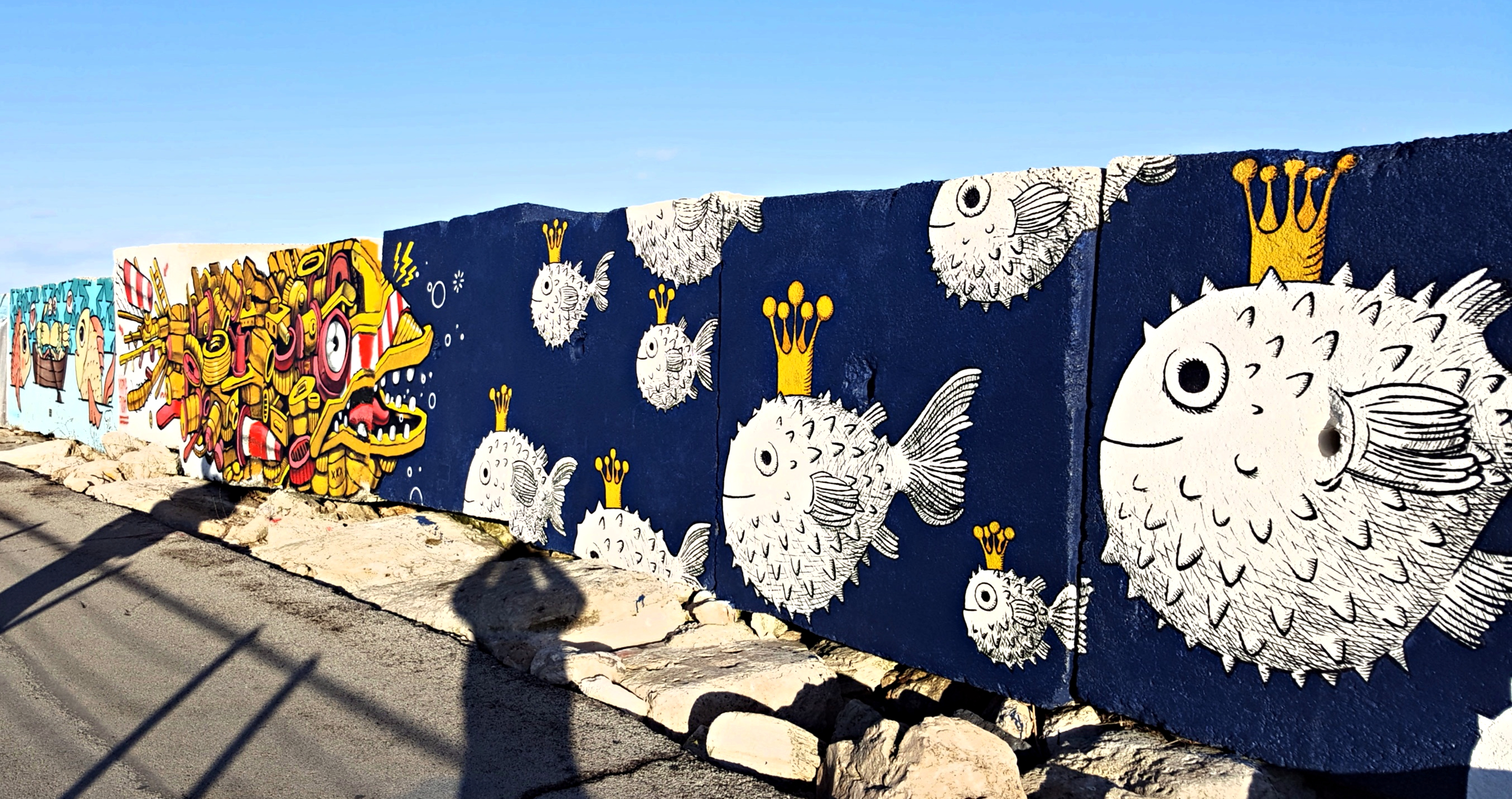
"Principini Blues", Studio d'Arte Misoul (Italia), 2018
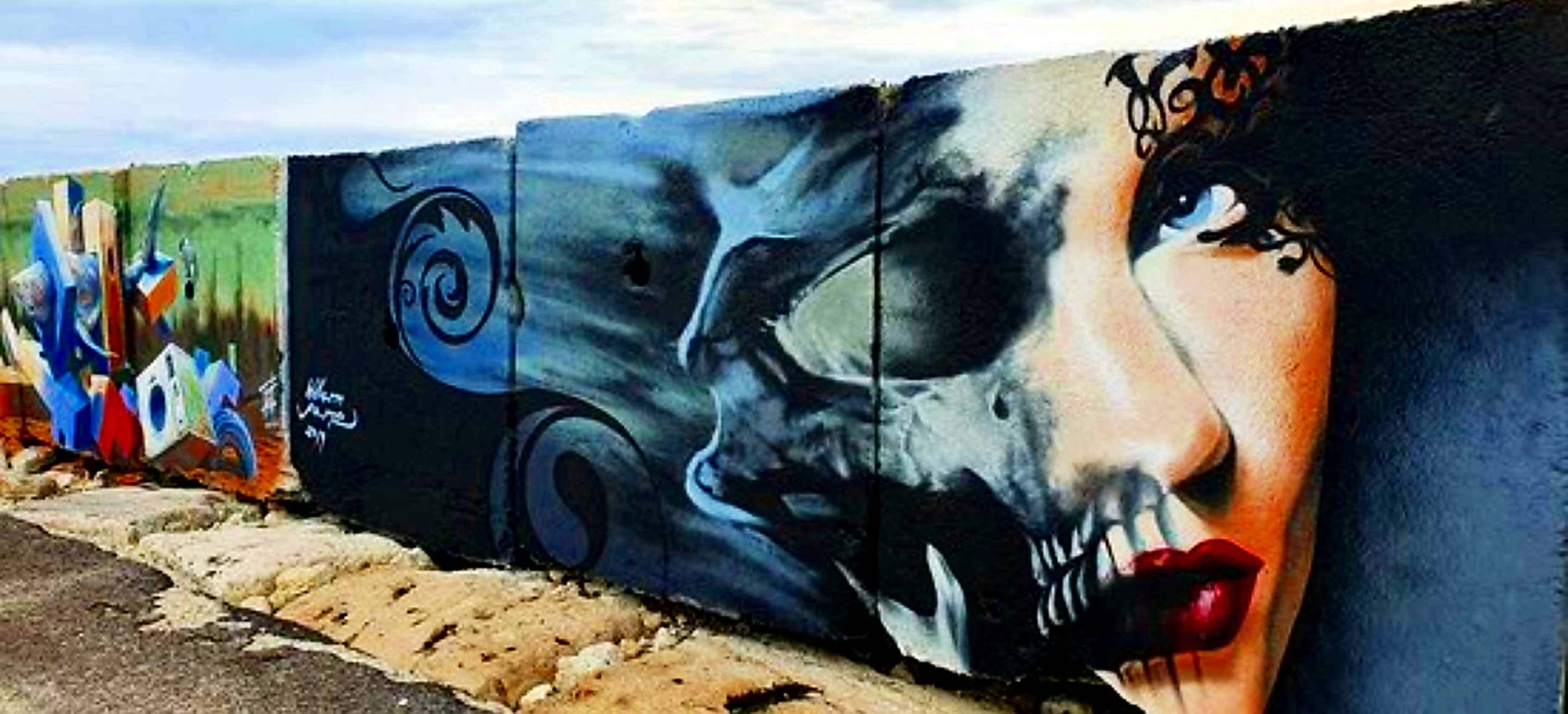
"Impermanenza", William Kaine (Italia), 2019
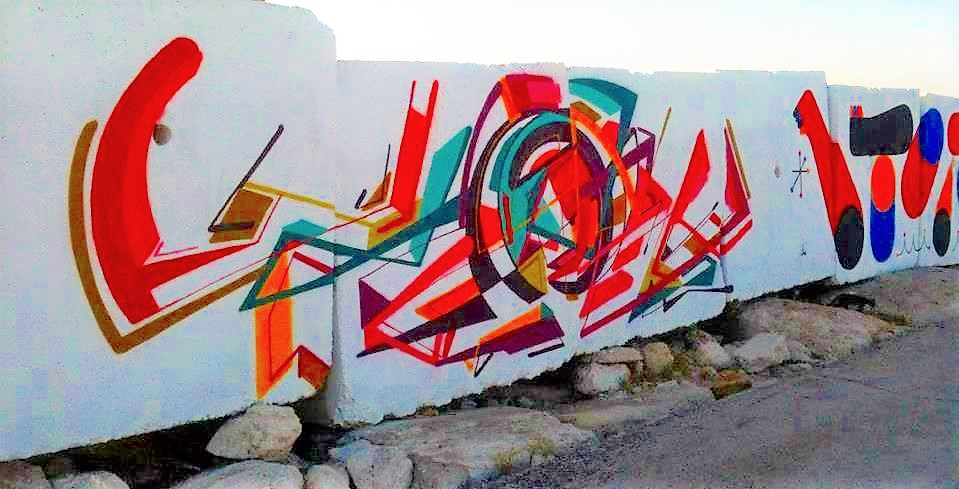
"Special forces", KENOR (Spagna), 2012
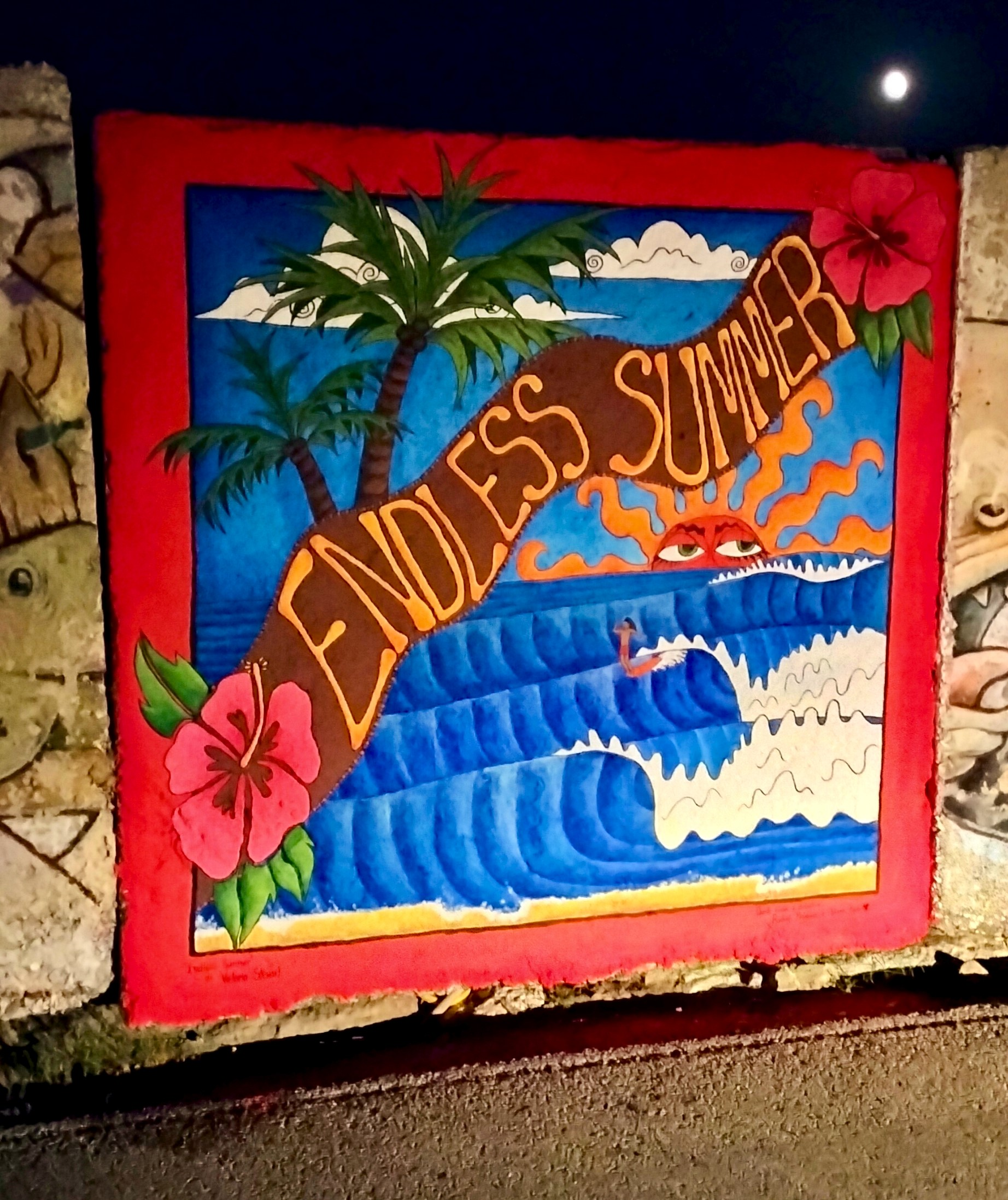
"Endless summer" (Estate senza fine), Victoria Stewart (Stati Uniti), 2025
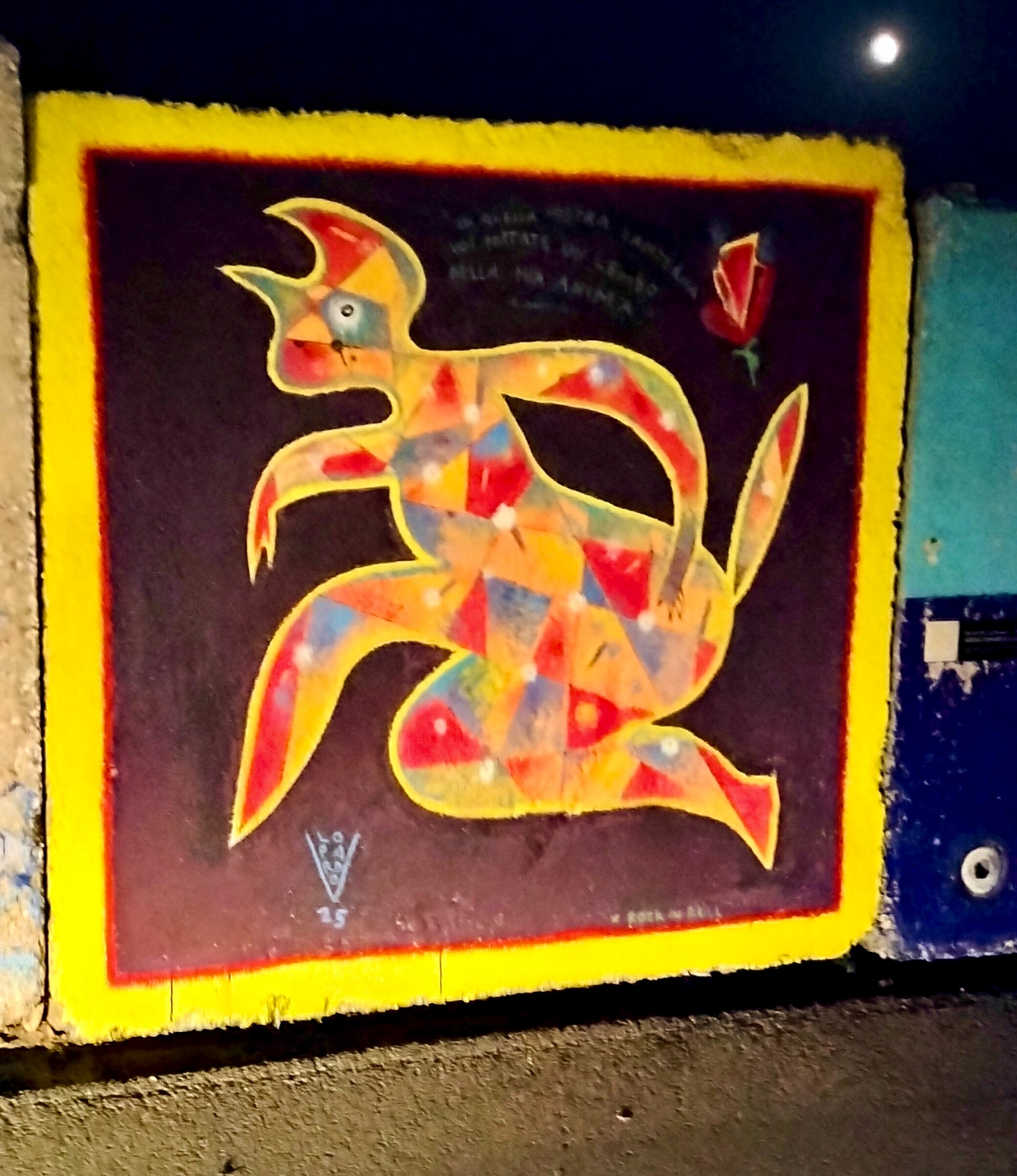
"Donna gatto con piccole stelle dentro", Vincenzo Lopardo (Italia), 2025
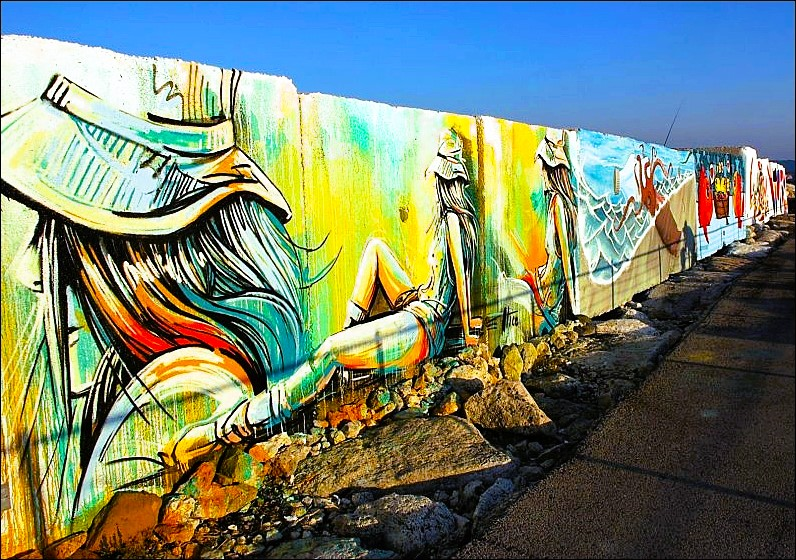
Vista panoramica dei murali del 2012